# 1166
1166 (MCLXVI) var ett normalår som började en lördag i den julianska kalendern.

## Händelser

### Juni
- 1 juni – Gertrud av Sachsen och Bayern och Friedrich IV av Schwaben gifter sig.
- 5 juli – Den österrikiska byn Bad Kleinkirchheim omnämns för första gången, då kyrkan där blir färdigställd.

### Okänt datum
- Dermot MacMurrough avsätts som kung av Leinster.
- Stefan Nemanja blir storfurste av Raška.
- Statyn Braunschweiger Löwe skapas.
- Staden Velikije Luki omnämns för första gången.
- Orterna Baldramsdorf och Gschieß omnämns för första gången.
- Markus III blir koptisk-ortodox påve och patriark av Alexandria.
- En antik grav upptäcks i Rocamadour och staden blir en pilgrimsstad.
- Assize of Clarendon antas på riksförsamlingen vid Clarendon Castle.
- Ludvig II blir regent över den tyska staten Württemberg.
- Ninnanperioden inleds i Japan.
- Tribhuvanāditya blir regent i Khmerriket.

## Födda
- 29 juli – Henrik II, hertig av Champagne och kung av Jerusalem.
- 24 december – Johan utan land, även känd som prins John, herre över Irland 1177–1216 och kung av England 1199–1216.
- Eudes III, hertig av Burgund.

## Avlidna
- 7 maj – Vilhelm I, kung av Sicilien
- 4 september – Sankta Rosalia, Palermos skyddshelgon
- Muirchertach Mac Lochlainn, storkonung av Irland sedan 1156.